# Isabel Martin Lewis
Isabel Martin Lewis (Old Orchard Beach,  Maine, 11 de julho de 1881  – 1966) foi uma astrónoma norte-americana e a primeira mulher contratada, como assistente astronómica,  pelo Observatório Naval dos Estados Unidos.